# Belgie na Letních olympijských hrách 1920
Belgie se účastnila Letní olympiády 1920 v Antverpách. Zastupovalo ji 336 sportovců (326 mužů a 10 žen) ve 23 sportech.

## Medailisté
| Medaile | Jméno | Sport                | Soutěž                                 |
| ------- | --- | -------------------- | -------------------------------------- |
| Zlato   | Edmond Cloetens | Lukostřelba          | Muži jednotlivci – velký pevný terč    |
| Zlato   | Edmond van Moer | Lukostřelba          | Muži jednotlivci – malý pevný terč     |
| Zlato   | Edmond Cloetens Louis van de Perck Firmin Flamand Edmond van Moer Joseph Hermans Auguste van de Verre                                                                                                   | Lukostřelba          | Družstvo mužů – velký pevný terč       |
| Zlato   | Edmond Cloetens Louis van de Perck Firmin Flamand Edmond van Moer Joseph Hermans Auguste van de Verre                                                                                                   | Lukostřelba          | Družstvo mužů – malý pevný terč        |
| Zlato   | Hubert Van Innis Alphonse Allaert Edmond de Knibber Louis Delcon Jérome de Mayer Pierre van Thielt Louis Fierens Louis van Beeck                                                                        | Lukostřelba          | Družstvo mužů – pohyblivý terč 33 m    |
| Zlato   | Hubert Van Innis Alphonse Allaert Edmond de Knibber Louis Delcon Jérome de Mayer Pierre van Thielt Louis Fierens Louis van Beeck                                                                        | Lukostřelba          | Družstvo mužů – pohyblivý terč 50 m    |
| Zlato   | Hubert Van Innis | Lukostřelba          | Muži jednotlivci – pohyblivý terč 28 m |
| Zlato   | Hubert Van Innis | Lukostřelba          | Muži jednotlivci – pohyblivý terč 33 m |
| Zlato   | Henry George | Cyklistika           | Muži 50 km                             |
| Zlato   | Félix Balyu Désiré Bastin Mathieu Bragard Robert Coppée Jean De Bie André Fierens Emile Hanse Georges Hebdin Louis Van Hege Henri Larnoe Joseph Musch Fernand Nisot Armand Swartenbroeks Oscar Verbeeck | Fotbal               | Turnaj mužů                            |
| Zlato   | Emile Cornellie Florimond Cornellie Frédéric Bruynseels | Jachting             | Muži 6 m class                         |
| Zlato   | Daniel Bouckaert | Jezdectví            | Jednotlivci – krasojízda               |
| Zlato   | Družstvo mužů | Jezdectví            | Družstvo – krasojízda                  |
| Zlato   | Frans de Haes | Vzpírání             | Muži pérová váha do 60 kg              |
| Stříbro | Louis van de Perck | Lukostřelba          | Muži jednotlivci – velký pevný terč    |
| Stříbro | Louis van de Perck | Lukostřelba          | Muži jednotlivci – malý pevný terč     |
| Stříbro | Hubert Van Innis Alphonse Allaert Edmond de Knibber Louis Delcon Jérome de Mayer Pierre van Thielt Louis Fierens Louis van Beeck                                                                        | Lukostřelba          | Družstvo mužů – pohyblivý terč 28 m    |
| Stříbro | Hubert Van Innis | Lukostřelba          | Muži jednotlivci – pohyblivý terč 50 m |
| Stříbro | Družstvo mužů | Šerm                 | Družstvo mužů kord                     |
| Stříbro | Družstvo mužů | Vodní polo           | Družstvo mužů                          |
| Stříbro | Družstvo mužů | Sportovní gymnastika | Družstvo mužů                          |
| Stříbro | Léon Huybrechts Charles van den Bussche John Klotz | Jachting             | Muži 6 m class                         |
| Stříbro | Albert Bosquet Joseph Cogels Emile Dupont Henri Quersin Louis van Tilt Edouard Fesinger | Sportovní střelba    | Družstvo mužů trap                     |
| Stříbro | Družstvo mužů | Jezdectví            | Družstvo parkurové skákání             |
| Stříbro | Louis Williquet | Vzpírání             | Muži lehká váha do 67,5 kg             |
| Bronz   | Firmin Flamand | Lukostřelba          | Muži jednotlivci – velký pevný terč    |
| Bronz   | Joseph Hermans | Lukostřelba          | Muži jednotlivci – malý pevný terč     |
| Bronz   | Albert de Buinne André Vercruysse Jean Janssens Albert Wyckmans | Cyklistika           | Družstvo – hromadný start              |
| Bronz   | Albert Grisar Willy de l'Arbre Léopold Standaert Henri Weewauters Georges Hellebuyck | Jachting             | 8 m class                              |
| Bronz   | Gerard Blitz | Plavání              | Muži 100 m znak                        |
| Bronz   | Družstvo mužů | Pozemní hokej        | Turnaj mužů                            |
| Bronz   | Družstvo mužů | Sportovní gymnastika | Družstvo mužů (Švédský system)         |
| Bronz   | Družstvo mužů | Jezdectví            | Družstvo mužů jezdecká všestrannost    |
| Bronz   | Louis Finet | Jezdectví            | Jednotlivci krasojízda                 |
| Bronz   | Družstvo mužů | Přetahování lanem    | Družstvo mužů                          |
| Bronz   | Georges Rooms | Vzpírání             | Muži lehká váha do 67,5 kg             |